# Hospital St. Georg (Rostock)

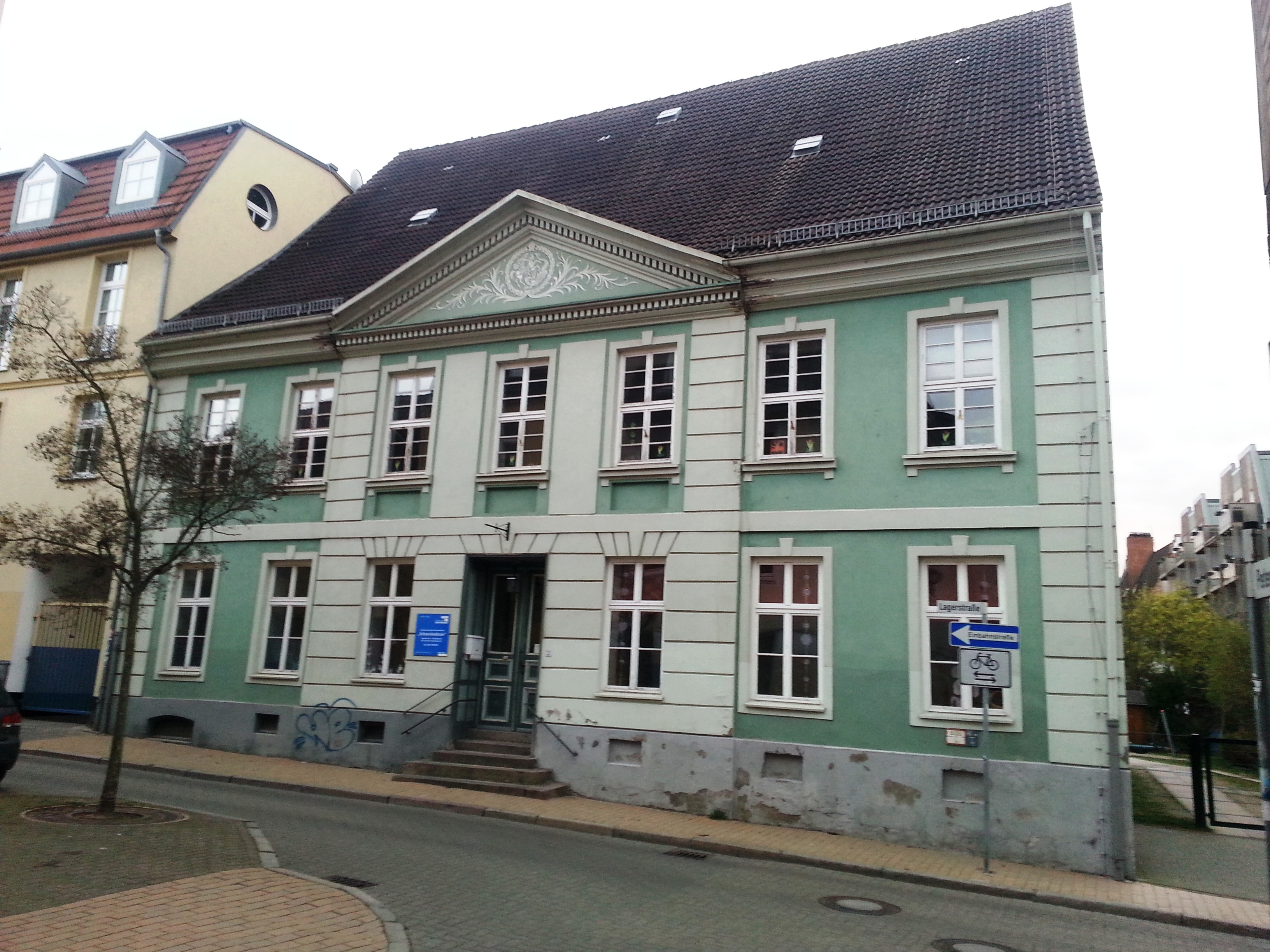
Georgshospital, ab 1737 in der jetzigen Lagerstraße

Das Hospital St. Georg (historisch auch St. Jürgen) war ein Hospital in Rostock vom 13. bis zum 19. Jahrhundert.

## Lage
Das Hospital lag zuerst südlich des Steintors an der wichtigen Handelsstraße nach Süden. Heute gibt es dort die 1. und die 2. St.-Jürgen-Straße.
Seit 1737 gab es ein Gebäude in der jetzigen Lagerstraße in der Mittelstadt.

## Geschichte
Von 1260 ist die erste Erwähnung des Hospitals erhalten, zusammen mit dem Heiligen-Geist-Hospital und nur wenige Jahre nach der Gründung der beiden Bettelordensklöster in der Stadt. Es ist eines der frühesten Hospitäler mit dem Patrozinium des heiligen Georgs im deutschsprachigen Raum.
Das St. Jürgen-Hospital wurde auch nach der Reformation weiterbetrieben.
1631 lebten dort vor allem Arme und Pfründner, diese gegen ein geringes Entgelt. In diesem Jahr brannten die Gebäude im Dreißigjährigen Krieg teilweise nieder.
Spätestens seit etwa 1730 war der Patron des Hospitals der erste Bürgermeister der Stadt, der Mitpatron der dritte Burgermeister, die Vorsteher wurden vom Rat der Stadt gewählt.
Das Hospital bestand bis mindestens 1870.
Es besaß sieben Dörfer in der Umgebung und war damit auch Fronherr der dortigen Einwohner. Es gab ein eigenes Hospital-Gericht St. Georg für alle dieses betreffende Rechtsfälle.